# جريمة لم تكتمل (فلم)
جريمة لم تكتمل هو فيلم جريمة مصري أُصدر سنة 1972، من بطولة صلاح ذو الفقار، وإخراج نور الدمرداش 

## ملخص القصة
يتعرض لاعب كرة القدم الشهير يوسف (صلاح ذو الفقار) لحادث أليم ينهي مستقبله الكروي. يشعر بالأسى لانحسار الأضواء عنه. يفكر في ارتكاب الجريمة الكاملة للخلاص من زوجته الثرية، وقتلها للحصول على ثروتها، وعدم اكتشاف الجريمة، فهل سينجح في حلم تنفيذ الجريمة الكاملة؟

## فريق العمل
- سيناريو وحوار: عصمت خليل
- إخراج: نور الدمرداش
- المنتج المنفذ: عادل صادق
- تصوير: عبد المنعم بهنسي
- ديكور: عبد المنعم شكري

## طاقم التمثيل

### بطولة
- صلاح ذو الفقار بدور (يوسف)
- ناهد جبر بدور (مشيرة)
- محمد خيري بدور (بدر)
- نبيل الهجرسي بدور (فتحي)
- إسعاد يونس بدور (هدي)
- محمود عزمي بدور (مفتش المباحث)

### بالاشتراك مع
- سمير ولي الدين
- بليغ حبشي
- حسن سيف الدين
- إبراهيم حسنين
- محمد الجدي
- جمالات كامل